# Pokey LaFarge
Pour les articles homonymes, voir LaFarge.

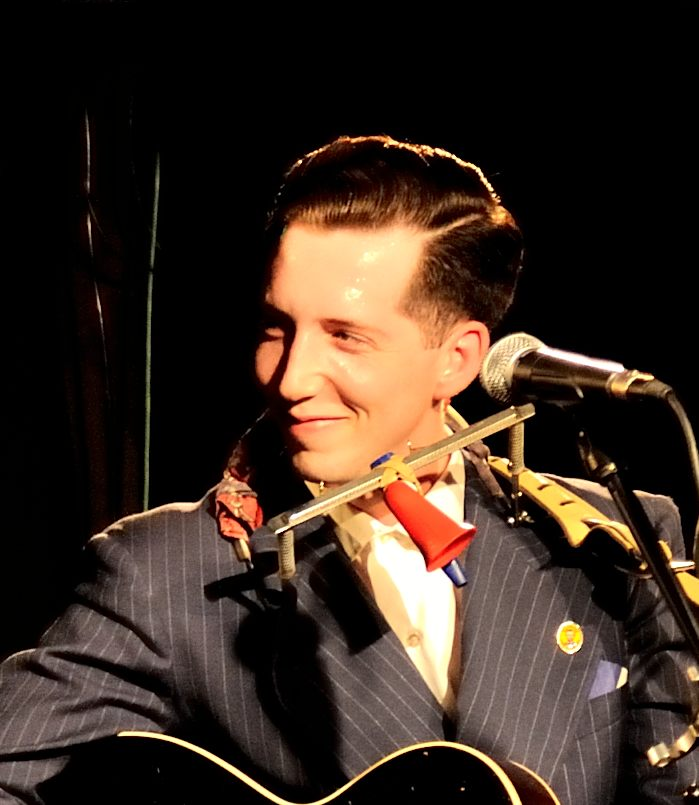
Pokey Lafarge - Reutlingen (Allemagne) en 2012.

Pokey LaFarge, de son vrai nom Andrew Heissler, est un chanteur-compositeur de country américain né à Bloomington (Illinois) dont la famille est originaire de Wissembourg en Alsace.

## Biographie
En 2009, il créa le groupe « Pokey LaFarge & the South City Three » en s'associant à un groupe de trois musiciens : Joey Glynn (basse), Adam Hoskins (guitare) et Ryan Koenig (Harmonica, planche à laver et caisse claire).
Pokey Lafarge joue au Newport Folk Festival 2011, puis le groupe est en tournée 2011 aux USA et en Europe, où il se produit successivement aux Pays-Bas, en Grande-Bretagne puis en Irlande avant de retourner en Amérique du Nord pour achever sa tournée au Canada.
Au printemps 2013, deux autres musiciens rejoignent le groupe : T.J. Muller (cornet, trombone) et Chloe Feoranzo (clarinette, saxophone). Le groupe signe alors avec Third Man Records, le label de Jack White pour qui ils feront la première partie d'une tournée américaine. Le nouvel opus, intitulé Pokey LaFarge, compte les membres du groupe South City Three originaires de St. Louis, dans le Missouri.  

## Style
Sa musique acoustique fait appel à divers instruments comme la guitare, le guit'jo (en), la contrebasse, le mirliton ou l'harmonica.
Son répertoire, composé d'un mélange créatif de jazz précoce, de ragtime pour instruments à cordes, de country blues et de Western Swing en fait un des chanteurs de sa génération particulièrement innovant dans ce registre.

## Enregistrements

### En studio
- 2006  : Marmalade
- 2008  : Beat, Move, and Shake (Big Muddy Records)
- 2010  : Riverboat Soul (Free Dirt Records)
- 2011  : Middle of Everywhere (Free Dirt Records et Continental Records pour l'Europe)
- 2013  : Pokey LaFarge (Third Man Records)
- 2015  : Something in the Water (Rounder Records)
- 2017  : Manic Revelations (Rounder Records)
- 2020  : Rock Bottom Rhapsody (New West Records)
- 2021  : In the Blossom of Their Shade (New West Records)
- 2024  : Rhumba Country (New West Records)

### En concert
- 2012  : Live in Holland (Continental Song City)

## Filmographie
Sauf indication contraire, les informations mentionnées dans cette section peuvent être confirmées par la base de données cinématographiques IMDb,  présente dans la section « Liens externes ».
- 2013 : Lone Ranger : Naissance d'un héros (The Lone Ranger) de Gore Verbinski : un membre du groupe
- 2017 : Sun Records (mini-série TV) : Hank Snow
- 2020 : Le Diable, tout le temps (The Devil All The Time) d'Antonio Campos : Theodore
- 2025 : O'Dessa de Geremy Jasper : Vergil